# Peter Downsbrough
Peter Downsbrough (New Brunswick, 8 settembre 1940 – Bruxelles, 10 agosto 2024) è stato un artista statunitense.

## Biografia
Visse e lavorò soprattutto a Bruxelles. Attivo dalla fine degli anni Sessanta fino alla morte, la sua opera fu un incontro tra l'arte concettuale e il minimalismo. Morì a Bruxelles il 10 agosto 2024, un mese prima di compiere 84 anni.